# Parafia św. Stanisława BM w Zabrzeży
Parafia św. Stanisława BM w Zabrzeży – rzymskokatolicka parafia znajdująca się w diecezji tarnowskiej w dekanacie łąckim w Polsce.
Proboszczem Zabrzeży od roku 1982 był ks. Józef Kasiński. Po jego przejściu na emeryturę w 2017, nowym proboszczem został ks. Tomasz Sowa.

## Historia
W 1913 w Zabrzeży urodziła się bł. s. Celestyna Faron.
W 1982 z mocy decyzji biskupa tarnowskiego Jerzego Ablewicza erygowana została parafia w Zabrzeży.

## Proboszczowie
- ks. Józef Kasiński (1982 – 2017)
- ks. Tomasz Sowa (od sierpnia 2017)